# Diocese de Balsas
A Diocese de Balsas (Dioecesis Balsensis), é uma circunscrição eclesiástica da Igreja Católica Apostólica Romana, criada no dia 3 de outubro de 1981.

## Bispos
|                 | Nome                                 | Período    | Notas                             |
| Bispos          | Bispos                               | Bispos     | Bispos                            |
| --------------- | ------------------------------------ | ---------- | --------------------------------- |
| 5º              | Valentim Fagundes de Meneses, M.S.C. | 2020-atual |                                   |
| 4º              | Enemésio Ângelo Lazzaris, F.D.P.     | 2007-2020  | Faleceu no cargo                  |
| 3º              | Gianfranco Masserdotti, MCCI         | 1998-2006  |                                   |
| 2º              | Rino Carlesi, MCCI                   | 1967-1998  |                                   |
| 1º              | Diego Parodi, MCCI                   | 1959-1966  | Nomeado Bispo-auxiliar de Perugia |
| Bispo-coadjutor |                                      |            |                                   |
|                 | Gianfranco Masserdotti, MCCI         | 1995-1998  |                                   |